# Torneo ATP de Amberes 2016
El European Open 2016 es un torneo de tenis jugado en canchas duras bajo techo. Es la 1ª edición del European Open, y es parte del ATP World Tour 250 series del ATP World Tour 2016. Se lleva a cabo en el  Lotto Arena in Antwerp, Bélgica, del 17 de octubre al 23 de octubre de 2016.

## Cabezas de serie

### Individual masculino
| Tenista           | Ranking | N.º |
| David Goffin      | 12      | 1   |
| David Ferrer      | 15      | 2   |
| Richard Gasquet   | 17      | 3   |
| Pablo Cuevas      | 22      | 4   |
| Gilles Simon      | 32      | 5   |
| João Sousa        | 34      | 6   |
| Nicolas Mahut     | 39      | 7   |
| Federico Delbonis | 46      | 8   |

- Los cabezas de serie, están basados en el ranking ATP del 10 de octubre de 2016.

### Dobles masculinos
| Tenista                             | Ranking | Preclasificada |
| Pierre-Hugues Herbert Nicolas Mahut | 3       | 1              |
| Olivier Marach Fabrice Martin       | 71      | 2              |
| Pablo Cuevas David Marrero          | 83      | 3              |
| Philipp Petzschner Alexander Peya   | 86      | 4              |

## Campeones

### Individual Masculino
Richard Gasquet venció a  Diego Schwartzman por 7-6(4), 6-1

### Dobles Masculino
Daniel Nestor /  Édouard Roger-Vasselin vencieron a  Pierre-Hugues Herbert /  Nicolas Mahut por 6-4, 6-4